# Christoph Ignaz Abele

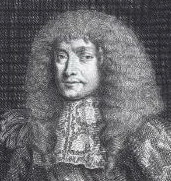
Christoph Ignaz Abele

Christoph Ignaz Abele, seit 1665 mit dem Prädikat von und zu Lilienberg, 1684 Graf (* 22. Juli 1627 in Steyr; † 12. Oktober 1685 ebenda) war ein österreichischer Rechtsgelehrter und Hofbeamter.

## Leben
Seine Familie stammte aus dem Breisgau und war 1547 geadelt worden. Ein Vorfahr Abeles hatte bereits im Hofdienst unter Kaiser Maximilian I. gedient. Abele studierte Rechtswissenschaft und begab sich in den höheren Staatsdienst, wo er kaiserlicher Hofsekretär und inner-österreichischer Referendarius wurde.
Am 5. November 1665 wurde er gemeinsam mit seinem Bruder Matthias vom Kaiser Leopold I. mit dem Prädikat von und zu Lilienberg, Erbherr aus Hacking versehen. Seine Stellung als Referendarius für innere Belange ermöglichte ihm großen Einfluss auf die Vergabe von Rittergütern in den Jahren 1666 und 1667.
Er selber erwarb 1665 die ursprüngliche Veste Hacking, welche dann 1683, zwei Jahre vor seinem Tod, während der Zweiten Wiener Türkenbelagerung zerstört wurde.
Später gehörte er (1670–1671) dem Untersuchungstribunal der Magnatenverschwörung an. 1674 wurde er in den Alten Ritterstand erhoben und saß im Ministerrat. 1679 wurde er Nachfolger des Grafen Georg Ludwig von Sinzendorf als Hofkammerpräsident. Im selben Jahr wurde er auch in den Freiherrenstand erhoben.
1681 stieg er in den Herrenstand auf und wurde zum Geheimrat ernannt. 1683 gab Abele die Hofkammerpräsidentschaft auf, blieb aber Mitglied der Geheimen Conferenz und wurde 1684 in den Grafenstand erhoben. Kurz vor seinem Tod erscheint er als Regierungskommissar bei den ungarischen Ständen.
Er gilt als Mäzen der Wiener Servitenkirche.
Im Jahr 1894 wurde in Wien-Hacking (13. Wiener Gemeindebezirk) die Lilienberggasse nach ihm benannt.
Abeles Bruder war der Jurist und Schriftsteller Matthias Abele.

## Schriften
- Kurtze doch wahrhaffte in jure et facto wolbegründete Gegen Deduction der oesterr. Jurium wider die von dem löbl. fürstl. Stifft Bamberg auffs gegenwärtigem Reichstag zu Regenspurg abgegebene Informations Schrifft: Specimen facti etc. (1668)